# Szebenyi Sándor
Szebenyi Sándor, 1933-ig Landeszman Sándor Kálmán (Miskolc, 1902. október 9. – Budapest, 1983. április 20.) újságíró, szerkesztő.

## Élete
Landeszman Efraim Benjamin rőföskereskedő és Grünfeld Mina gyermekeként született zsidó családban. 1923-ban kezdte újságírói pályáját, 1925-ig Az Est Lapok szerkesztőségének tagja volt. 1925-től 1928-ig az Érdekes Újság, 1928-tól 1945-ig a Sport Hírlap belső munkatársaként dolgozott. A második világháború után a Szabadság, a Fáklya, az Új Film és a Kossuth Népe publicistája volt. 1949–1950-ben szerkesztette a Művészeti Dolgozók Lapját. 1951-től sportújságíróként tevékenykedett. A Képes Sport című lap szerkesztője volt.
Házastársa Nagel Rózsa volt, akivel 1929. július 14-én Budapesten, Erzsébetvárosban házasodtak össze. 1933-ban kikeresztelkedtek a római katolikus vallásra. 1954-ben elváltak.
A Farkasréti temetőben helyezték végső nyugalomra.

## Díjai, elismerései
- Aranytoll (1980)[7]
- Tanácsköztársasági Emlékérem